# Жужеля
Жужѐля (на полски: Żużela) е село в Южна Полша, Ополско войводство, Крапковишки окръг, община Крапковице. Според Полската статистическа служба към 31 декември 2009 г. селото има 577 жители.

## География

### Местоположение
Селото се намира в географския макрорегион Силезка равнина, който е част от Централноевропейската равнина. Разположено е край републикански път , на 7 км югоизточно от общинския център град Крапковице.

## Инфраструктура
Жужеля е електрифицирано, има телефон и канализация. Също така разполага и с пожарна команда и основно училище, в което учат 10 ученика (към 2012 г.). В 2002 г. от общо 151 обитавани жилища – снабдени с топла вода (119 жилища), с газ (73 жилища), самостоятелен санитарен възел (126 жилища); 4 жилища имат площ от 30 – 39 m², 6 жилища от 40 – 49 m², 5 жилища от 50 – 59 m², 18 жилища от 60 – 79 m², 23 жилища от 80 – 99 m², 28 жилища от 100 – 119 m², 67 жилища над 119 m².

## Забележителности
В Регистърът на недвижимите паметници на Националния институт за наследството е вписано:
- Имение от XIX век в Жужеля[3][4]

## Образование
- Основно училище